# 2022年北京オリンピックの韓国選手団
2022年北京オリンピックの韓国選手団（2022ねんペキンオリンピックのかんこくせんしゅだん）は、2022年2月4日から2月20日まで中国の北京で開催された2022年北京オリンピックの韓国選手団、およびその競技結果。

## 概要

### 選手団
- 主将 : ウォン・ユンジョン、キム・ウンジョン[1]
- 開会式旗手 : クァク・ユンギ、キム・アラン[2]
- 閉会式旗手 : チャ・ミンギュ

## メダル
| メダル | 選手名                                                                       | 競技                             | 種目             | 日付    |
| ------ | ---------------------------------------------------------------------------- | -------------------------------- | ---------------- | ------- |
| 金     | ファン・デホン                                                               | ショートトラックスピードスケート | 男子1500m        | 2月9日  |
| 金     | チェ・ミンジョン                                                             | ショートトラックスピードスケート | 女子1500m        | 2月16日 |
| 銀     | チェ・ミンジョン                                                             | ショートトラックスピードスケート | 女子1000m        | 2月11日 |
| 銀     | チャ・ミンギュ                                                               | スピードスケート                 | 男子500m         | 2月12日 |
| 銀     | キム・アラン ソ・フィミン イ・ユビン チェ・ミンジョン                        | ショートトラックスピードスケート | 女子3000mリレー  | 2月13日 |
| 銀     | イ・ジュンソ クァク・ユンギ パク・チャンヒョク ファン・デホン キム・ドンウク | ショートトラックスピードスケート | 男子5000mリレー  | 2月15日 |
| 銀     | チョン・ジェウォン                                                           | スピードスケート                 | 男子マススタート | 2月19日 |
| 銅     | キム・ミンソク                                                               | スピードスケート                 | 男子1500m        | 2月8日  |
| 銅     | イ・スンフン                                                                 | スピードスケート                 | 男子マススタート | 2月19日 |